# Inga (antropologia)
 Gli Inga (o anche Highland Inga) sono un gruppo etnico della Colombia e del Venezuela, con una popolazione stimata di circa 11000 persone. Questo gruppo etnico è principalmente di fede animista e parla la lingua Inga (D:Santiago Inga-INB01).
Vivono nella valle di Sibundoy e intorno a Santiago, San Andrés e Colón.